# ウラジーミル・ダーリ
ウラジーミル・ダーリ（ロシア語: Влади́мир Ива́нович Даль、ウクライナ語: Володи́мир Іванович Даль、デンマーク語: Vladimir (von) Dahl、エストニア語: Vladimir Ivanovitš Dal (Dahl)、1801年11月10日 – 1872年9月22日）は、ロシアの民俗学者、辞書編纂者。

## 経歴
ロシア帝国エカテリノスラフ県ルガーンスキイ・ザヴォート（現ルハーンシク）近郊で生まれる。父親 Johan Christian (von) Dahl（1764 – 1821） はのちにロシアの市民権を得たデンマークの医師。母親はドイツ系の流れを汲む Мари́я Христофо́ровна Фрейтаг（Maria Freitag）。両親はともに多言語話者だった。
ダーリは1819年にペテルブルクにある海軍兵学校を卒業。ロシア帝国海軍の海軍将校として任務をつとめたが、船酔いしやすい体質を克服できず、1826年に現在のエストニアのタルトゥ大学にあたるドルパート大学医学部に入学した。同大卒業後、軍医となったがのちに辞して地方の役人になった。フォークロアに関心を持ったことから、官吏生活をおくりつつ地域の様々なことわざやおとぎ話を収集し、さらに方言を集め、のちにロシア語辞典の金字塔とも評される辞書を編纂。1852年に『ロシア語の方言』(О наречиях русского языка）を刊行。1862年に『ロシアのことわざ集』(ロシア語版：Пословицы русского народа）を刊行後、『大ロシア語詳解辞典』全4巻を1863年から1866年にかけて刊行した。またダーリはカザク･ルガンスキー（Казак Луганский）の筆名で数多くの物語を著した。
ダーリはプーシキンと出会い親友になった。1838年にロシア科学アカデミーの会員に選ばれ、ロシア地理学協会設立の発起人のひとりになった。モスクワで死去。ヴァガニコヴォ墓地に埋葬された。

## 著作
- 『大ロシア語詳解辞典』(ロシア語版：Толко́вый слова́рь живо́го великору́сского языка́)